# جورج بستل
 جورج بستل (انگلیسی: George Bastl؛ زاده ۱ آوریل ۱۹۷۵) یک تنیس‌باز اهل سوئیس است. 